# Jens Paaske Klausen
Jens Paaske Klausen (født 27. april  2002 i Silkeborg) er en dansk politiker, der ved Venstres Ungdoms Landsstævne på Gråsten Landsbrugsskole den 5. oktober 2024 blev valgt som landsformand for Venstres Ungdom. Han afløste Lasse B. Sørensen på posten.

## Baggrund
Jens er født og opvokset i Silkeborg. Han er student fra College360 - Silkeborg HHX og er ved at uddanne sig til jurist på Københavns Universitet. 

## Politisk karriere

### Venstres Ungdom
Jens blev hurtigt valgt ind i den lokale foreningsbestyrelse i VU Silkeborg hvor han sad som kasserer. Senere da han flyttede til København for at studere, blev han valgt som formand for VU Hovedstaden og senere VU København. Jens har siden 2022 siddet i Venstres Ungdoms nationale forretningsudvalg hvor han fra 2023 til 2024 var formand for Politisk Udvalg(PU).
På Venstres Ungdoms årlige Landsstævne i 2024 stillede Jens op som landsformand mod daværende Landsnæstformand, Martin Dommerby. Jens Paaske vandt dette valg og har siden været Landsformand for VU.

### Tillidshverv
- Medlem af forretningsudvalget i Venstre (2024-Nu).
- Medlem af hovedbestyrelsen i Venstre (2024-Nu).